# Крейсерские правила
Крейсерские правила — список правил поведения капитанов военных судов по отношению к торговым, военно-транспортным и пассажирским судам, действовавший во время Первой мировой войны. 
По этим правилам капитан, собирающийся атаковать гражданское судно, обязан был сделать предупредительный выстрел и дождаться пока пассажиры покинут корабль. 
Правила перестали действовать к середине войны из-за участившихся случаев появления военных кораблей, замаскированных под гражданские, так называемых «кораблей-ловушек», охотившихся на немецкие подводные лодки. Корабль-ловушка выглядел как обыкновенный пароход, но переоборудовался в противолодочный корабль за считанные секунды.